# Festival Internacional de Cine de Cannes de 2002
El 55° Festival Internacional de Cine de Cannes de 2002 empezó el 15 de mayo y duró hasta el 26 de mayo. La Palma de Oro la recibió la cinta El pianista dirigida por Roman Polanski.
El festival se abrió con Un final made in Hollywood, dirigida por Woody Allen y se cerró con And Now... Ladies and Gentlemen, dirigida por Claude Lelouch. Virginie Ledoyen fue la maestra de ceremonias.
El director Woody Allen también se le entregó la Palma de Oro honorífica entregada a un director que había logrado un trabajo notable pero que nunca había ganado la Palma de Oro.
El primer Festival de Cine de Cannes se celebró en 1939, pero fue cancelado por el estallido de la Segunda Guerra Mundial. Los organizadores del festival de 2002 reunieron a un jurado de seis miembros, incluidos Dieter Kosslick y Alberto Barbera, para ver siete de las doce películas que se habían presentado en la competencia de 1939, a saber:  Adiós, Mr. Chips ,  La piste du nord , Lenin en 1918 ,  Las cuatro plumas ,  El mago de Oz ,   Union Pacific  y  Boefje . "Union Pacific" fue votado retrospectivamente como el ganador de la Palma de Oro de 1939.

## Jurado

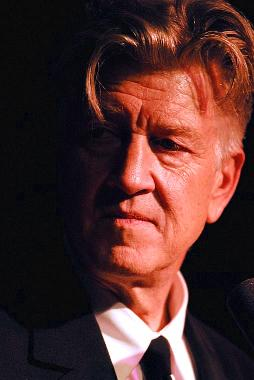
El cineasta estadounidense David Lynch, presidente del jurado.

Las siguientes personas fueron nombradas para formar parte del jurado de la competición principal en la edición de 2002:

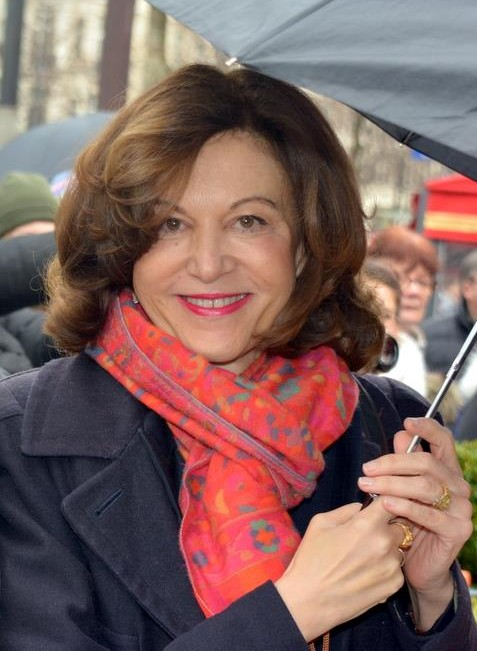
Anne Fontaine, Un Certain Regard, Presidenta del jurado

- David Lynch (Presidente)
- Sharon Stone
- Michelle Yeoh
- Christine Hakim
- Régis Wargnier
- Bille August
- Raoul Ruiz
- Claude Miller
- Walter Salles

### Un Certain Regard
Las siguientes personas fueron nombradas para formar parte del jurado de Un Certain Regard:
- Anne Fontaine (director) Presidente
- David Tran (crítico)
- Fabienne Bradfer (crítico)
- Fabrice Pliskin (crítico)
- Jean-Sébastien Chauvin (crítico)
- Louis Guichard (crítico)
- Pierre Vavasseur (crítico)

### Cinéfondation y cortometrajes
Las siguientes personas fueron nombradas para formar parte del jurado de Cinéfondation y la competición de cortometrajes:
- Martin Scorsese (director) Presidente
- Abbas Kiarostami (director)
- Jan Schutte (director)
- Judith Godreche (actriz)
- Tilda Swinton (actriz)

### Camera d'Or
Las siguientes personas fueron nombradas para formar parte del jurado de la Cámara de Oro de 2002:
- Geraldine Chaplin (actriz) Presidenta
- Bahman Ghobadi (director)
- Marthe Keller (actriz)
- Murali Nair (director)
- Romain Goupil (director)

## Selección oficial

### En competición – películas
Las siguientes películas compitieron por la Palma d'Or:
- 24 Hour Party People, de Michael Winterbottom (Reino Unido).
- About Schmidt, de Alexander Payne (EUA).
- Todo o nada, de Mike Leigh (Reino Unido).
- Bowling for Columbine, de Michael Moore (EUA).
- Ebrio de mujeres y pintura, de Im Kwon-taek (South Korea).
- Demonlover, de Olivier Assayas (Francia).
- Irreversible, de Gaspar Noé (Francia).
- Kedma, de Amos Gitai (Israel).
- El adversario, de Nicole Garcia (Francia).
- L'ora di religione (My Mother's Smile), de Marco Bellocchio (Italia).
- El hijo, de los Luc and Jean-Pierre Dardenne (Bélgica).
- Marie-Jo et ses deux amours, de Robert Guédiguian (Francia).
- Un hombre sin pasado, de Aki Kaurismäki (Finlandia).
- El principio de la incertidumbre, de Manoel de Oliveira (Portugal).
- Punch-Drunk Love, de Paul Thomas Anderson (EUA).
- Ren Xiao Yao (Unknown Pleasures), de Jia Zhangke (China).
- El arca rusa, de Alexander Sokurov (Rusia).
- Spider, de David Cronenberg (Canadá).
- Sweet Sixteen, de Ken Loach (Reino Unido).
- Ten, de Abbas Kiarostami (Irán).
- El pianista, de Roman Polanski.
- Yadon ilaheyya, de Elia Suleiman (Palestina).

## Un certain regard
Las siguientes películas fueron seleccionadas para competir en Un Certain Regard:
- Canciones de la tierra de mi madre de Bahman Ghobadi.
- Balzac y la joven costurera china de Dai Sijie.
- Bemani de Dariush Mehrjui.
- Carnages de Delphine Gleize.
- 17 fois Cécile Cassard de Christophe Honoré.
- Shuang tong de Chen Kuo-Fu.
- El Bonaerense de Pablo Trapero.
- Fararishtay kifti rost de Jamshed Usmonov.
- Heremakono de Abderrahmane Sissako.
- Itiraf de Zeki Demirkubuz.
- Ku Qi De Nü Ren de Liu Bingjian.
- La chatte à deux têtes de Jacques Nolot.
- Long Way Home de Peter Sollett.
- Madame Satã de Karim Aïnouz.
- Rachida de Yamina Bachir.
- Sud sanaeha de Apichatpong Weerasethakul.
- Sunduq al-dunyâ de Usama Muhammad.
- Ten Minutes Older de Spike Lee, Aki Kaurismäki, Chen Kaige, Jim Jarmusch, Werner Herzog, Víctor Erice, Wim Wenders.
- Terra incognita de Ghassan Salhab.
- Tomorrow La Scala! de Francesca Joseph.
- Une part du ciel de Bénédicte Liénard.
- Yazgi de Zeki Demirkubuz.

## Películas fuera de competición
Las siguientes películas fueron seleccionadas para exhibirse fuera de competición:
- And Now... Ladies and Gentlemen de Claude Lelouch.
- Ararat de Atom Egoyan.
- Carlo Giuliani, ragazzo de Francesca Comencini.
- Ciudad de Dios de Fernando Meirelles.
- De l'autre côté de Chantal Akerman.
- Devdas de Sanjay Leela Bhansali.
- Ser y tener de Nicolas Philibert.
- Femme Fatale de Brian De Palma.
- Histoires de festival de Gilles Jacob.
- Un final made in Hollywood de Woody Allen.
- Kagami no onnatachi de Yoshishige Yoshida.
- La dernière lettre de Frederick Wiseman.
- Murder by Numbers de Barbet Schroeder.
- Searching for Debra Winger de Rosanna Arquette.
- Spirit: el corcel indomable de Kelly Asbury, Lorna Cook.
- Star Wars: Episodio II - El ataque de los clones de George Lucas.
- The Kid Stays in the Picture de Brett Morgen, Nanette Burstein.

## Cinéfondation
Las siguientes películas fueron seleccionadas para exhibirse en la competición Cinéfondation:
- 17 minute intarziere de Catalin Mitulescu (Rumanía)
- Chogyeoul Jumshim de Byung-Hwa Kang (Corea del Sur)
- Honey Moon de Sung-Jin Park (Corea del Sur)
- K-G I Nod Och Lust de Jens Jonsson (Suecia)
- Khoj de Tridib Poddar (India)
- La derniere journee d'Alfred Maassen de David Lammers (Países Bajos)
- La mort en exil de Ayten Mutlu Saray (Suiza)
- P.S. de Arni Asgeirsson (Polonia)
- Um Sol Alaranjado de Eduardo Valente (Brasil)
- Questions d'un ouvrier mort de Aya Somech (Israel)
- Request de Jinoh Park (Corea del Sur)
- Seule maman a les yeux bleus de Eric Forestier (Francia)
- Shearing de Eicke Bettinga (Gran Bretaña)
- Soshuu no neko de Masaaki Uchida (Japón)
- The Look Of Happiness de Marianela Maldonado (Reino Unido)
- Vals de Edgar Bartenev (Rusia)

### Cortometrajes en competición
Los siguientes cortos compitieron para Palma de Oro al mejor cortometraje:
- A Very Very Silent Film de Manish Jha
- After Rain (Esö után) de Péter Mészáros
- Daughter de Eduardo Rodríguez
- Le chaperon noir de Yannis Yapanis
- Retenir son souffle de Anthony Lucas
- Speel Met Me de Esther Rots
- Tai Tai de Nicholas Chin
- Tango de l'oubli de Alexis Mital Toledo
- The Stone of Folly de Jesse Rosensweet
- Vol 404 de Bruce Terris
- Yoake a Chewing-Gum Story de Roland Zumbühl

## Secciones paralelas

### Semana Internacional de la Crítica
Las siguientes películas fueron seleccionadas para ser proyectadas para la 41.ª Semana de la Crítica (41e Semaine de la Critique):
Películas en competición
- Respiro de Emanuele Crialese (Italia)
- Filles perdues, cheveux gras de Claude Duty (Francia)
- Rana’s Wedding de Hany Abu-Assad (Palestina)
- Too Young To Die (Jukeodo joha) de Park Jin-pyo (Corea del Sur)
- Les Fils de Marie de Carole Laure (Canadá - Francia)
- Kabala de Assane Kouyaté (Mali/Francia)
- Chicken Heart de Hiroshi Shimizu (Japón)

Cortometrajes en competición
- Le Jour où je suis né de Kunitoshi Manda (Japón)
- Lettre au fils de Philippe Welsh (Francia)
- Malcom de Baker Karim (Suecia)
- Meeting Evil (Möte med ondskan) de Reza Parsa (Sweden)
- 2 Minutes (2 Minutter) de Jacob Tschernia (Dinamarca)
- Le Vigile de Frédéric Pelle (Francia)
- From Mesmer, with Love or Tea for Two (De Mesmer, con amor o Té para dos) de Salvador Lubezki & Alejandro Lubezki (México)

Pases especiales
- Intacto de Juan Carlos Fresnadillo (España) (opening film)
- More de Barbet Schroeder (Luxemburgo) (La séance du Parrain)
- Bella Ciao by Roberto Torelli, Marco Giusti (Italia) (Documental)
- Intimisto de Licia Eminenti (Francia) (Prix de la Critique)
- Anxiety de Christoffer Boe (Dinamarca) (Prix de la Critique)
- Da Zero a Dieci (From Zero to Ten) de Luciano Ligabue (Italia) (closing film)

### Quincena de Realizadores
Las siguientes películas fueron exhibidas en la Quincena de Realizadores de 2002 (Quinzaine des Réalizateurs):
- Abouna de Mahamat-Saleh Haroun (Chad, Francia)
- Angela de Roberta Torre (Italia)
- Apartment 5C de Raphaël Nadjari (Francia, Israel, EE. UU.)
- Blue Gate Crossing de Chih-yen Yee (Taiwán, Francia)
- Bord de mer de Julie Lopes-Curval (Francia)
- The Embalmer (L'imbalsamatore) de Matteo Garrone (Italia)
- Ingmar Bergman: Intermezzo (doc.) de Gunnar Bergdahl (Suecia)
- István Bibó, fragments de Péter Forgács (Hungría)
- Japón de Carlos Reygadas (México, España, Alemania)
- Matir Moina (The Clay Bird) de Tareque Masud (France, Bangladés)
- Laurel Canyon de Lisa Cholodenko (Estados Unidos)
- Morvern Callar de Lynne Ramsay (Reino Unido)
- Monrak Transistor de Pen-ek Ratanaruang (Tailandia)
- Nada+ de Juan Carlos Cremata Malberti (Cuba, France, España, Italia)
- Occident de Cristian Mungiu (Romania)
- Once Upon a Time in the Midlands de Shane Meadows (Reino Unido, Alemania)
- Only the Strong Survive (doc.) de D.A. Pennebaker, Chris Hegedus (EE.UU.)
- Un oso rojo de Israel Adrián Caetano (Argentina, Francia, España)
- Otello di Carmelo Bene de Carmelo Bene (Italia)
- Le pays du chien qui chante de Yann Dedet (Francia)
- Sex Is Comedy de Catherine Breillat (Francia)
- Two (Deux) de Werner Schroeter (Francia, Alemania)
- Une pure coïncidence de Romain Goupil (Francia)
- Welcome to Collinwood de Joseph y Anthony Russo (EE.UU.)

Cortometrajes
- A-20 by Geoff Hughes, Brad Warren (EE.UU.)
- Après l’enfance de Thomas Lilti (Francia)
- Bang Nhau… Egaux de Stéfan Sao Nélet (Francia)
- Bob the slob de Nate Theis (EE.UU.)
- Bus 44 de Dayyan Eng (Hong Kong, EE.UU.)
- L’Arrivée de Peter Tscherkassky (Austria)
- Comme ça j’entends la mer de Hélène Milano (Francia)
- Comme un seul homme de Jean-Louis Gonnet (Francia)
- Deux cents dirham] de Laila Marrakchi (Francia, Marruecos)
- Entering indifference de Vincent Dieutre (Francia)
- Fish in the Sea is Not Thirsty de Soopum Sohn (Corea del Sur, EE.UU.)
- Insomniac de Matt Woo], Vanja Varasac (EE.UU.)
- La Vie sur un fil de Steven Lippman (EE.UU.)
- Mémoires incertaines de Michale Boganim (Francia, Reino Unido)
- Mexicano de Toby McDonald (Reino Unido)
- Muno de Bouli Lanners (Bélgica)
- Next Door de Jeff Rich (EE.UU.)
- Présent inachevé de Johan Van der Keuken (Países Bajos)
- Phantom de Matthias Müller (Alemania)
- Portraits filmés 2002 de Valérie Mréjen (Francia)
- Samson de Graham Dubose (EE.UU.)
- The Girl in the Red Dress de Aletta Collins (Reino Unido)

## Palmarés

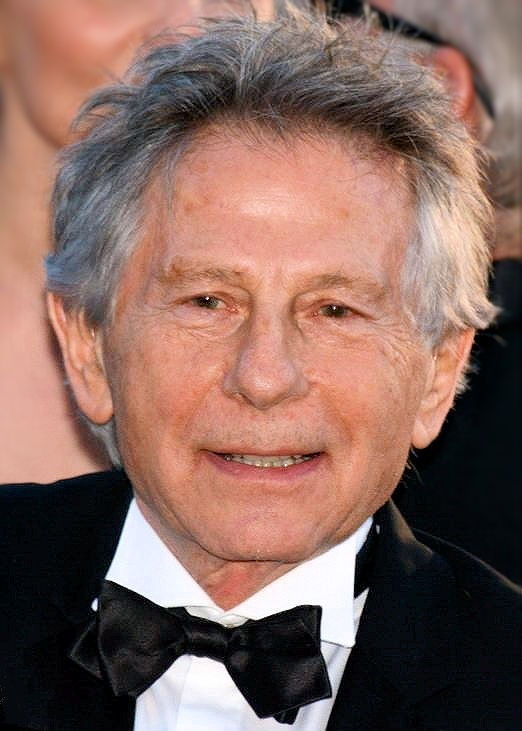
Roman Polanski, ganador de la Palma de Oro

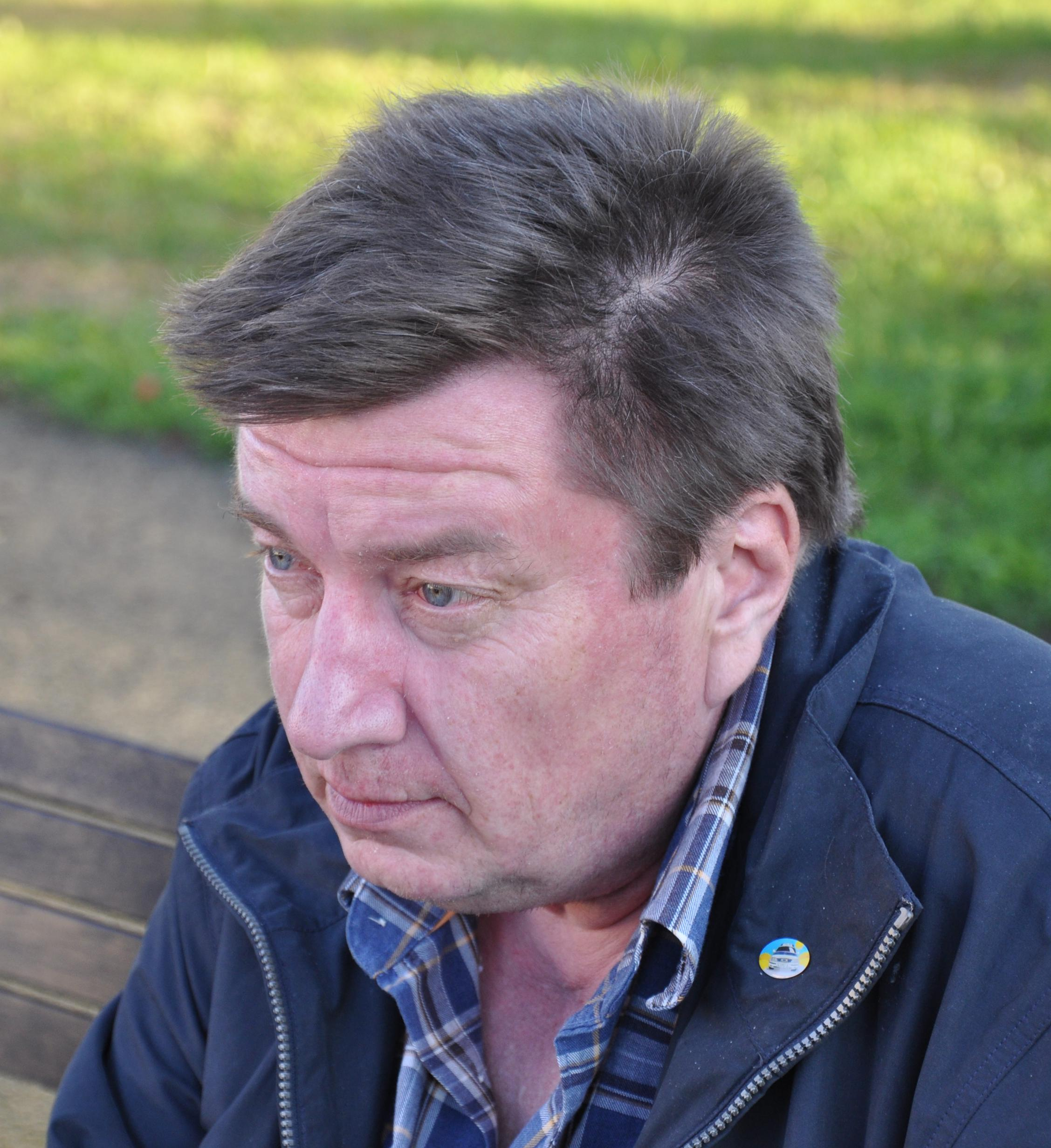
Aki Kaurismäki, ganador del Gran Premio

Los galardonados en les secciones oficiales de 2002 fueron:
- Palma de Oro: El pianista por Roman Polanski
- Gran Premio del Jurado: Un hombre sin pasado por Aki Kaurismäki
- Premio del Jurado: Yadon ilaheyya de Elia Suleiman
- Mejor Director: 
  - Im Kwon-taek de Ebrio de mujeres y pintura
  - Paul Thomas Anderson de Punch-Drunk Love
- Mejor Actor: Olivier Gourmet de El hijo
- Mejor Actriz: Kati Outinen de Un hombre sin pasado
- Mejor Guion:  Sweet Sixteen de Paul Laverty
- Premio el 55.º aniversario: Bowling for Columbine de Michael Moore

Un Certain Regard
- Premio Un Certain Regard: Sud sanaeha de Apichatpong Weerasethakul

Cinéfondation
- Primer Premioː Um Sol Alaranjado de Eduardo Valente
- Segundo Premioː Seule maman a les yeux bleus de Eric Forestier
- Tercer Premio: Questions d'un ouvrier mort de Aya Somech
- Caméra d'Or: Seaside (Bord de mer) by Julie Lopes-Curval
- Camera d'Or - Mención especial: Japón de Carlos Reygadas
- Palma de Oro al mejor cortometraje: Eso Utan de Péter Mészáros
- Mención de juradoː A Very Very Silent Film de Manish Jha & The Stone of Folly by Jesse Rosensweet

### Premios independientes
- Premio FIPRESCI:[17][18]
- Matir Moina de Tareque Masud (Quincena de Realizadores)
- Yadon ilaheyya de Elia Suleiman (en competición)
- Heremakono de Abderrahmane Sissako (Un Certain Regard)

Jurado Ecuménico
- Premio del Jurado Ecuménico: Un hombre sin pasado (Mies vailla menneisyyttä) de Aki Kaurismäki
- Premio del jurado ecuménico - Mención especial: 
  - L'ora di religione (Il sorriso di mia madre) de Marco Bellocchio
  - El hijo de los hermanos Dardenne[20]

Premio de la Juventud
- Película extranjera: Morvern Callar de Lynne Ramsay
- Película francesa: Carnages de Delphine Gleize

Premios en el marco de la Semana Internacional de la Crítica
- Premio de la semana de la crítica: Respiro de Emanuele Crialese
- Grand Golden Rail: Filles perdues, cheveux gras de Claude Duty
- Small Golden Rail: De Mesmer, con amor o Té para dos de Salvador Aguirre, Alejandro Lubezki
- Premio Canal+: De Mesmer, con amor o Té para dos de Salvador Aguirre, Alejandro Lubezki
- Premio Kodak al cortometraje: De Mesmer, con amor o Té para dos de Salvador Aguirre, Alejandro Lubezki
- Premio de la crítica joven - Mejor corto: Möte med ondskan de Reza Parsa
- Premio de la crítica joven - Mejor largometraje: Respiro de Emanuele Crialese

Premios de la Quincena de Realizadores
- Premio C.I.C.A.E.: Morvern Callar de Lynne Ramsay
- Premio Gras Savoye: Mémoires incertaines de Michale Boganim

Association Prix François Chalais
- François Chalais Award: Marooned in Iraq (Gomgashtei dar Aragh) by Bahman Ghobadi
- Premio France Culture:
  - Cineasta extranjero del año: No Quarto da Vanda de Pedro Costa
  - Cineasta francés del año: Mischka de Jean-François Stévenin
- Premio François Chalais: Canciones de la tierra de mi madre de Bahman Ghobadi

## Media
- INA: Woody Allen opens the 2002 Festival (commentary in French)
- INA: Closing ceremony and prize-giving of the 2002 Festival (commentary in French)